# Neurotypik
Neurotypik (zkratka NT) je neologismus, přejatý z angličtiny, který označuje osoby bez duševní jinakosti (neurodiverzity).  Jinými slovy, termín označuje všechny s typickým neurotypem, tedy s výjimkou osob s ADHD, dyslexií, autismem a podobně.  Termín je používán jak vědeckou komunitou, tak samotnými neurodiverzními.
První použití zkratky „NT“ byly často satiricky míněné, jako například v názvu Institutu pro studium neurotypiků (anglicky Institute for the Study of the Neurologically Typical). S postupem času termín začal být používán neironicky.